# Chastel-sur-Murat
Chastel-sur-Murat è un comune francese di 143 abitanti situato nel dipartimento del Cantal nella regione dell'Alvernia-Rodano-Alpi.

## Società

### Evoluzione demografica
Abitanti censiti